# Amber (Oklahoma)
Amber è un comune degli Stati Uniti d'America, situato nello Stato dell'Oklahoma, nella contea di Grady.